# Lili Reinhart
Lili Pauline Reinhart (Cleveland, 13 de setembro de 1996) é uma atriz, produtora, escritora e cantora norte-americana. Ela é mais conhecida pelos seus papéis como Betty Cooper em Riverdale, Annabelle em Hustlers e Grace em Chemical Hearts.

## Biografia
Lili Pauline Reinhart nasceu e cresceu em Cleveland, nos Estados Unidos. É filha de Amy e Daniel Reinhart. Ela é descendente de alemães e franceses e declarou que seu sobrenome é de origem alemã. Tem duas irmãs, Tess e Chloe Reinhart. Ela cresceu atuando em teatros comunitários desde seus 12 anos.
Desde os 10 anos sonhava em ser atriz, agradece muito ao seus pais por apoiarem ela nisso. Reinhart desenvolveu depressão, ansiedade e TOC aos 12 anos. Aos 14 anos ela foi ver se atuar era realmente algo possível, ela foi para Los Angeles se agenciar. Aos 18 anos ela se mudou para Los Angeles e tentou atuar, por motivos psicológicos e financeiros ela retornou para Cleveland, após 6 meses ela se mudou para LA novamente e conseguiu o papel em Riverdale, o qual exerce até hoje.

## Carreira

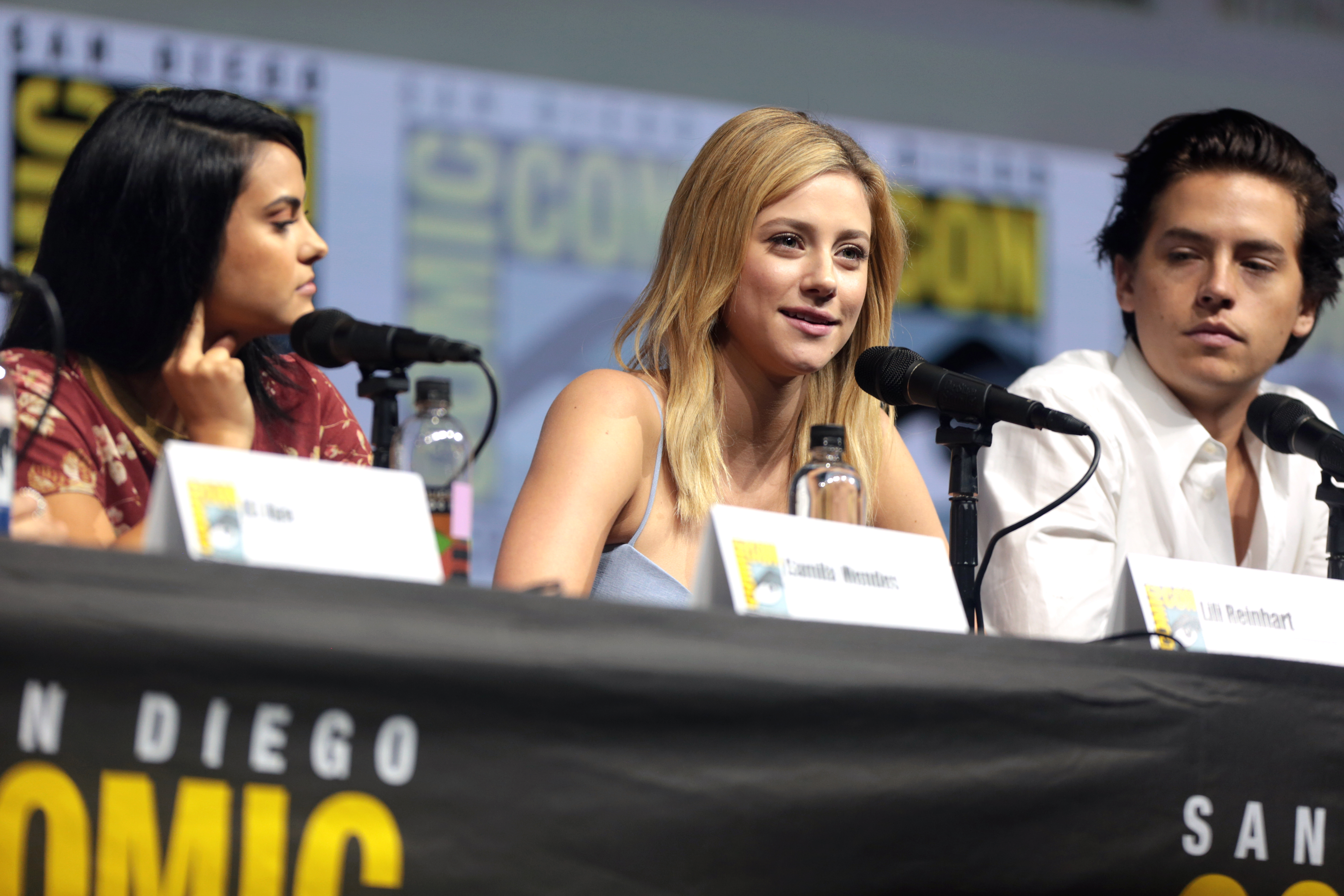
Camila Mendes (esquerda), Reinhart (centro), Cole Sprouse (direita) na San Diego Comic-Con de 2018

Em 9 de fevereiro de 2016, Lili foi escalada como Betty Cooper na série Riverdale da emissora The CW. Betty é  uma garota "doce, estudiosa, ansiosa para agradar e saudável com uma enorme paixão por seu melhor amigo de longa data, Archie". Ao longo da série, Betty demonstra a sua grande capacidade de resolver os crimes que acontecem em Riverdale. Anteriormente, Lili trabalhou na comédia da Fox, Surviving Jack. Lili foi representada pelo ICM Partners, pelo Authentic Talent, pelo Literary Management e pelo advogado Michael H. Mahan, que, mais tarde, mudaram para UTA, Anonymous Content e Peikoff Mahan.
Lili faz uma participação na série de televisão Law & Order: Special Victims Unit, e protagonizou os filmes The Good Neighbour, Miss Stevens, Forever's End, Gibsonburg, The Kings of Summer, Not Waving But Drowning e Lilith.
Em 10 de fevereiro de 2017, foi anunciado que Lili iria protagonizar o próximo filme de Mélanie Laurent, Galveston, ao lado de Ben Foster e Elle Fanning.
Em 2019 foi anunciado que Lili é a nova CoverGirl. No mesmo ano ela foi incluída na lista Time 100 e apareceu no "Vanity Fair's Hollywood Issue" sendo considerada um ds 23 atores mais extraordinários de 2019 pela Vanity Fair
Em 2020 Reinhart participou da live "One World: Together At Home".

## Vida pessoal
Reinhart é muito aberta sobre sua luta contra a depressão, ansiedade e dismorfia corporal e diz que Riverdale entrou em sua vida quando ela estava em um lugar muito escuro.
Os rumores de seu relacionamento com Cole Sprouse, seu par romântico em Riverdale, começaram em 2017, no Met Gala de 2018 os dois confirmaram seu namoro. Em 17 de abril de 2020, Reinhart deletou a maioria das fotos do casal em seu Instagram deixando o status de relacionamento dos dois desconhecido. Em 19 de agosto de 2020, Cole Sprouse confirmou o termino de seu namoro com Lili Reinhart, eles estavam separados desde Janeiro, mas só terminaram definitivamente em Março.
Reinhart possui um cachorro, Milo. Em junho de 2020 revelou que é bissexual No movimento Black Lives Matter sua colaboração fez transmissões ao vivo com ativistas negros como Asha Brom, Raquel Willies, Frederick Joseph e entre outros.

## Filmografia

### Cinema
| Ano  | Título                    | Personagem    | Notas                 |
| ---- | ------------------------- | ------------- | --------------------- |
| 2010 | For Today                 | Rachel        | Curta-metragem        |
| 2011 | The Most Girl Part of You | Amy           | Curta-metragem        |
| 2011 | Lilith                    | Lilith        |                       |
| 2012 | Not Waving But Drowning   | Amy           |                       |
| 2013 | The Kings of Summer       | Vicki         |                       |
| 2013 | The First Hope            | Karen         | Curta-metragem        |
| 2013 | Gibsonburg                | Kathy Colaner |                       |
| 2013 | Forever's End             | Lili White    |                       |
| 2016 | Miss Stevens              | Margot Jensen |                       |
| 2016 | The Good Neighbor         | Ashley        |                       |
| 2018 | Galveston                 | Tiffany       |                       |
| 2019 | Hustlers                  | Annabelle     |                       |
| 2019 | Charlie's Angels          | Recruta anja  | Participação especial |
| 2020 | Chemical Hearts           | Grace Town    |                       |

### Televisão
| Ano       | Título                            | Personagem         | Notas                                   |
| --------- | --------------------------------- | ------------------ | --------------------------------------- |
| 2010      | Scientastic!                      | Leah               | Episódio: "Sticks and Stones"           |
| 2011      | Law & Order: Special Victims Unit | Courtney Lane      | Episódio: "Lost Traveller"              |
| 2014      | Surviving Jack                    | Heather            | 6 episódios                             |
| 2015      | Cocked                            | Marguerite         | Telefilme                               |
| 2017–2023 | Riverdale                         | Betty Cooper       | Papel principal                         |
| 2017–2023 | Riverdale                         | Alice Smith        | Episódio “O Clube da Meia-noite”        |
| 2020      | The Simpsons                      | Bella-Ella (voice) | Episódio: "The Hateful Eight-Year-Olds" |

## Música
| Lançamento | Música(s) | Álbum                                                                                               | Ref.   |
| ---------- | --- | --------------------------------------------------------------------------------------------------- | ------ |
| 2013       | "Jigsaw" | Forever's End                                                                                       | [ 19 ] |
| 2018       | "A Night We'll Never Forget", "Do Me a Favor", "In", "The World According to Chris", e "You Shine"                                                            | Riverdale: Special Episode - Carrie the Musical (Original Television Soundtrack)                    | [ 19 ] |
| 2018       | "Mad World" | Riverdale: Season 2 (Original Television Soundtrack)                                                | [ 19 ] |
| 2019       | "Beautiful", "Big Fun", "Candy Store", "Seventeen" e "Seventeen (Encore)"                                                                                     | Riverdale: Special Episode - Heathers the Musical (Original Television Soundtrack)                  | [ 19 ] |
| 2019       | "Dream Warriors" | Riverdale: Season 3 (Original Television Soundtrack)                                                | [ 19 ] |
| 2020       | "Exquisite Corpse", "Midnight Radio", "Random Number Generation", "The Origin of Love", "Wig in a Box", "Wicked Little Town" e "Wicked Little Town [Reprise]" | Riverdale: Special Episode - Hedwig and the Angry Inch the Musical (Original Television Soundtrack) | [ 19 ] |

## Prêmios e indicações
| Ano  | Premiação                      | Categoria                                                  | Trabalho       | Resultado |
| ---- | ------------------------------ | ---------------------------------------------------------- | -------------- | --------- |
| 2013 | New York VisionFest            | Breakthrough Performance Award                             | The First Hope | Indicado  |
| 2017 | Teen Choice Awards             | Choice Breakout TV Star                                    | Riverdale      | Venceu    |
| 2017 | Teen Choice Awards             | Choice TV Ship                                             | Riverdale      | Venceu    |
| 2018 | 44th Saturn Awards             | Best Performance by a Younger Actor in a Television Series | Riverdale      | Indicado  |
| 2018 | Teen Choice Awards             | Choice Drama TV Actress                                    | Riverdale      | Venceu    |
| 2018 | Teen Choice Awards             | Choice Liplock                                             | Riverdale      | Venceu    |
| 2018 | Teen Choice Awards             | Choice TV Ship                                             | Riverdale      | Venceu    |
| 2019 | Teen Choice Awards             | Choice Drama TV Actress                                    | Riverdale      | Venceu    |
| 2019 | Teen Choice Awards             | Choice Ship                                                | Riverdale      | Venceu    |
| 2019 | People's Choice Awards de 2019 | The Female TV Star of 2019                                 | Riverdale      | Indicado  |
| 2019 | People's Choice Awards de 2019 | The Drama Star of 2019                                     | Riverdale      | Indicado  |
| 2020 | People's Choice Awards         | The Female TV Star of 2020                                 | Riverdale      | Indicado  |
| 2021 | Critics' Choice Super Awards   | Melhor atriz em Série de Super-Heróis                      | Riverdale      | Indicado  |